# Dagmar Engl
Dagmar Engl (* 9. April 1975 in Linz) ist eine österreichische Politikerin der Grünen. Seit dem 23. Oktober 2021 ist sie Abgeordnete zum Oberösterreichischen Landtag.

## Leben

### Ausbildung und Beruf
Dagmar Engl wuchs in Namibia, Nigeria und Österreich auf. Sie besuchte nach der Volksschule in Linz das Gymnasium Deutsche Schule Lagos in Nigeria und anschließend die Höhere Lehranstalt für Tourismus in Bad Leonfelden, wo sie 1995 maturierte. 2001 begann sie ein Diplomstudium der Wirtschaftspädagogik an der Universität Linz mit den Schwerpunkten Personalwirtschaft, Pädagogik, Arbeits-, Organisations- und Sozialpsychologie, das sie 2007 als Magistra abschloss.
Seit 1995 ist sie Flugbegleiterin bei der Deutschen Lufthansa, seit 2020 ist sie dort Kabinenchefin auf Langstreckenflugzeugen.

### Politik
Engl ist seit 2012 Mitglied der Grünen. Nach der Gemeinderats- und Bürgermeisterwahl 2015, bei der sie Bürgermeisterkandidatin für die Grünen in Katsdorf war, wurde sie Gemeinderätin/Gemeindevorständin in Katsdorf. 2016 wurde sie Vorstandsmitglied der Grünen Frauen Oberösterreich, 2019 Obfrau der Grünen Bildungswerkstatt Oberösterreich und 2020 Vorstandsmitglied der Grünen Frauen Österreich. Am 6. April 2019 wurde sie neben Severin Mayr zur Stellvertreterin von Landessprecher Stefan Kaineder der Grünen Oberösterreich gewählt.
Bei der Landtagswahl in Oberösterreich 2021 kandidierte sie hinter Spitzenkandidat Stefan Kaineder auf dem zweiten Listenplatz der Landesliste. Außerdem kandidierte sie bei der Gemeinderats- und Bürgermeisterwahl 2021 erneut für das Amt der Bürgermeisterin von Katsdorf. Am 23. Oktober 2021 wurde sie in der konstituierenden Sitzung der XXIX. Gesetzgebungsperiode als Abgeordnete zum Oberösterreichischen Landtag angelobt. Im Landtag wurde sie Bereichssprecherin für Mobilität, Frauenpolitik, Wirtschaft, Wissenschaft und Forschung sowie Gemeinden und Gemeindefinanzierung und zur Stellvertreterin von Klubobmann Severin Mayr gewählt.
Im März 2025 wurde sie als Obfrau der Grünen Bildungswerkstatt Oberösterreich bestätigt.